# مارسیو خوزه دی اولیویرا
مارسیو خوزه دی اولیویرا (به پرتغالی: Márcio José de Oliveira) هافبک اهل برزیل است که در شهر Irapuã و در تاریخ ۲۰ ژوئیهٔ ۱۹۸۴ به دنیا آمده‌است.
مارسیو خوزه دی اولیویرا در تیم‌های فوتبال کروزیرو سابقهٔ حضور دارد.